# Lucifer’s Friend (альбом)
Lucifer’s Friend — дебютный альбом одноимённой хард-рок группы, выпущенный в 1970 году.

## Треки

### Сторона 1
1. «Ride in the Sky» (Хесслейн, Лоутон) 2:55
2. «Everybody’s Clown» (Риетенбах, Хорнс, Докер, Хехт, Хесслейн) 6:12
3. «Keep Goin'» (Хорнс, Докер, Хехт, Хесслейн) 5:26
4. «Toxic Shadows» (Докер, Хесслейн) 7:00

### Сторона 2
1. «Free Baby» (Хорнс, Лоутон, Хехт, Хесслейн) 5:28
2. «Baby You’re a Liar» (Риетенбах, Хорнс, Докер, Хехт, Хесслейн) 3:55
3. «In the Time of Job When Mammon Was a Yippie» (Хорнс, Докер, Хехт, Хесслейн) 4:04
4. «Lucifer’s Friend» (Риетенбах, Хорнс, Хильдебрандт-Винхауэр, Хехт, Хесслейн) 6:12

### Бонус-треки с переиздания 1990 года
1. «Rock 'n' Roll Singer» (Хесслейн, Лоутон) 4:21
2. «Satyr’s Dance» 3:17
3. «Horla» (Риетенбах, Хорнс, Докер, Хехт, Хесслейн) 2:52
4. «Our World Is a Rock 'n' Roll Band» (Беккер, Докер) 3:20
5. «Alpenrosen» (Хорнс, Борнхолд, Хехт, Хесслейн) 3:53

### Бонус-треки с переиздания 2010 года
1. «Horla» (Риетенбах, Хорнс, Докер, Хехт, Хесслейн) 2:53
2. «Lucifer’s Friend» (Radio Edit) (Риетенбах, Хорнс, Хильдебрандт-Винхауэр, Хехт, Хесслейн) 3:43[1]

## Участники записи

### Музыканты
- Джон Лоутон — ведущий вокал
- Питер Хесслейн — гитара, бэк-вокал
- Питер Хехт — орган, пианино, валторна (в «Ride the Sky»)
- Дитер Хорнс — бас-гитара, бэк-вокал
- Йоахим Риетенбах — ударные[2]